# Fernão Bermudes de Trava
Fernão Bermudes de Trava (antes de 1142 - c.1209), foi um rico-homem galego e senhor de várias tenências em Portugal.

## Biografia
Fernão era filho do magnate galego Bermudo Peres de Trava, da família de Trava, uma das mais influentes famílias da Galiza medieval, e da infanta portuguesa Urraca Henriques de Portugal. Bermudo fora amante da rainha Teresa de Leão, e Urraca era uma das filhas desta do seu casamento com o conde Henrique de Borgonha. Fernão era, portanto, sobrinho de Afonso Henriques, que viria a tornar-se no primeiro rei de Portugal. 
A primeira notícia de Fernão deverá ser de 4 de fevereiro de 1142, quando confirma o testamento paterno com os seus irmãos . Confirmou também com os irmãos, a 13 de setembro de 1145, uma doação da irmã, Urraca Bermudes I de Trava, da Igreja de Xonroso ao Mosteiro de Sobrado.

### Entre Galiza e Portugal
Fernão parece ter sucedido a seu pai em várias tenências na Galiza, sobretudo na de Caamouco, sabendo-se que não terá doado bens ao mosteiro situado nesta terra. Contudo, a 15 de dezembro de 1165, participa na doação conjunta de vários filhos de Bermudo Peres de Trava das salinas de Mariñán, em Bergondo (Galiza) ao Mosteiro de Sobrado. 
Fernão parece ter também frequentado a corte portuguesa, confirmando vários documentos de Afonso I de Portugal, e exercendo governos longos nas importantes tenências de Viseu, Guarda e Trancoso , assinando geralmente como conde D. Fernando, sobrepondo-se em vários casos a outros tenentes que para lá eram apontados.
Fernão deixa de assinar documentação curial a partir de 1209, pelo que terá abandonado a corte e falecido pouco depois. 